# Hipoklórossav
A hipoklórossav a leggyengébb klór-oxosav. Benne a klóratom oxidációs száma +1. összegképlete: HOCl. Gyenge sav, sói a hipokloritok. A legkevésbé stabil a klór-oxosavak közül, csak híg vizes oldatban ismeretes. Bomlása során atomos állapotú oxigén keletkezik, a hipoklórossav erős oxidálószer. Fertőtlenítőszerként, fehérítőszerként és oxidálószerként használják.

## Előállítása, keletkezése
A hipoklórossav a következő megfordítható reakcióban keletkezik:
{\displaystyle \mathrm {Cl_{2}+H_{2}O\rightleftharpoons HCl+HOCl} \,\!}
Ha a reakcióban keletkező savakat bázis segítségével megkötjük, a reakció a felső nyíl irányába tolódik el, kloridok és hipokloritok keletkeznek. Ha viszont hipokloritok oldatához sósavat adunk, a reakció az alsó nyíl irányába tolódik el, klórgáz fejlődik.

## Kémiai tulajdonságai
A hipoklórossav gyenge sav, proton leadására képes. Vizes oldatban disszociál, hipokloritionok keletkeznek.
{\displaystyle \mathrm {HOCl\rightleftharpoons OCl^{-}+H^{+}} }
Sósav hatására bomlik. Ekkor az „Előállítása, keletkezése” részben szereplő reakció az alsó nyíl irányába tolódik el.

## Vegyületei, sói
A hipoklórossav sói a hipokloritok. A hipokloritok a hipoklórossavhoz hasonlóan oxidálószerek, fehérítőszerként és fertőtlenítőszerként használják őket. Savak, de még a levegő szén-dioxidja hatására is bomlanak, hipoklórossav és klórgáz keletkezik. A keletkező klór és hipoklórossav miatt a hipokloritok szúrós szagúak.
Közismert vegyület a nátrium-hipoklorit, ami a következő reakcióban keletkezik:
{\displaystyle \mathrm {2\ NaOH+Cl_{2}\rightarrow NaCl+NaOCl+H_{2}O} }
A hipoklórossav származéka a klórmész is, ami nem egységes anyag. Kalcium-hidroxid és klórgáz reakciójában keletkezik:
{\displaystyle \mathrm {Ca(OH)_{2}+Cl_{2}\rightarrow CaCl(OCl)+H_{2}O} }
Sav hatására a klórmészből klórgáz szabadul fel.